# 韩国电子通信研究院
韩国电子通信研究院（韩语：／）是总部位于韩国大田广域市大德科学园区的非营利政府资助科研机构。ETRI成立于1976年，已经成功研发出高密度半导体芯片、微型超级计算机（TiCOM）、数字移动通信系统（CDMA）、无线宽带技术（WiBro）等高端信息技术，是韩国电信研究领域的领跑者:15。
1990-2007年期间，韩国电子通信研究院的国内外专利申请数量占到韩国公共研究机构专利申请数量的40%，位居第一位:15-16。2009-2013年间，ETRI的专利申请数量为19056件，SCI论文数量为1334篇。ETRI已经连续3年位于美国专利申请的榜首。